# 聖家族 (エル・グレコ、サンタ・クルス美術館)
『聖家族』（せいかぞく、西: La Sagrada Familia con Santa Ana、英: Holy Family) は、ギリシア・クレタ島出身のマニエリスム期のスペインの巨匠エル・グレコが1586–1588年に制作したキャンバス上の油彩画で、画家が手掛けた数点の同主題作のうちの1点である。現在、トレドのサンタ・クルス美術館に所蔵されている。

## 作品
聖母子にヨセフを加えた「聖家族」図はルネサンス期以降、時に聖母マリアの母聖アンナや父ヨアキム、幼児洗礼者ヨハネをともなって頻繁に描かれた。対抗宗教改革期の図像の特徴は、聖母の処女性を強調するためかつては老人の姿で控えめに登場していた聖ヨセフが、聖母子の庇護者にふさわしい壮年期の男性像で表され、存在感を強めている点にある。16世紀スペインの偉大な神秘家、アビラの聖テレサは聖ヨセフを独立した崇敬の対象に押し上げたためである。
エル・グレコはスペインに移って以降の1580年頃から1600年にかけて「聖家族」の主題に取り組み、現存するものに限っても少なくとも5点の作品を残している。これらは、聖母マリア、イエス・キリスト、聖ヨセフ、聖アンナという限られたモティーフを組み合わせることで、様々なバリエーションを作り出している。
本作は、エル・グレコの聖家族の中で人物が全身像で表された最初期の作例である。幼子イエスは聖母の膝の上に描かれている。左側には聖アンナが、右側には聖ヨセフと幼児洗礼者ヨハネがいる。後の『聖家族』 (タベーラ施療院、トレド) では同様の構図が用いられているが、洗礼者ヨハネが登場せず、聖ヨセフと聖アンナのポーズが変更されている。ナショナル・ギャラリー (ワシントン) とプラド美術館 (マドリード) には、本作に由来するヴァージョンが所蔵されている。
本作とほかの作品との第一の相違点は、本作では聖ヨセフが禿げた人物として登場していることで、聖ヨセフはおそらく作品の寄進者の肖像である。かつて、その姿は塗りつぶされていたが、1981年の洗浄により現れた。注目すべき点は洗礼者ヨハネ像であり、彼は鑑賞者にイエスを起こさないため静かにするように、というジェスチャーをしている。

## エル・グレコの『聖家族』

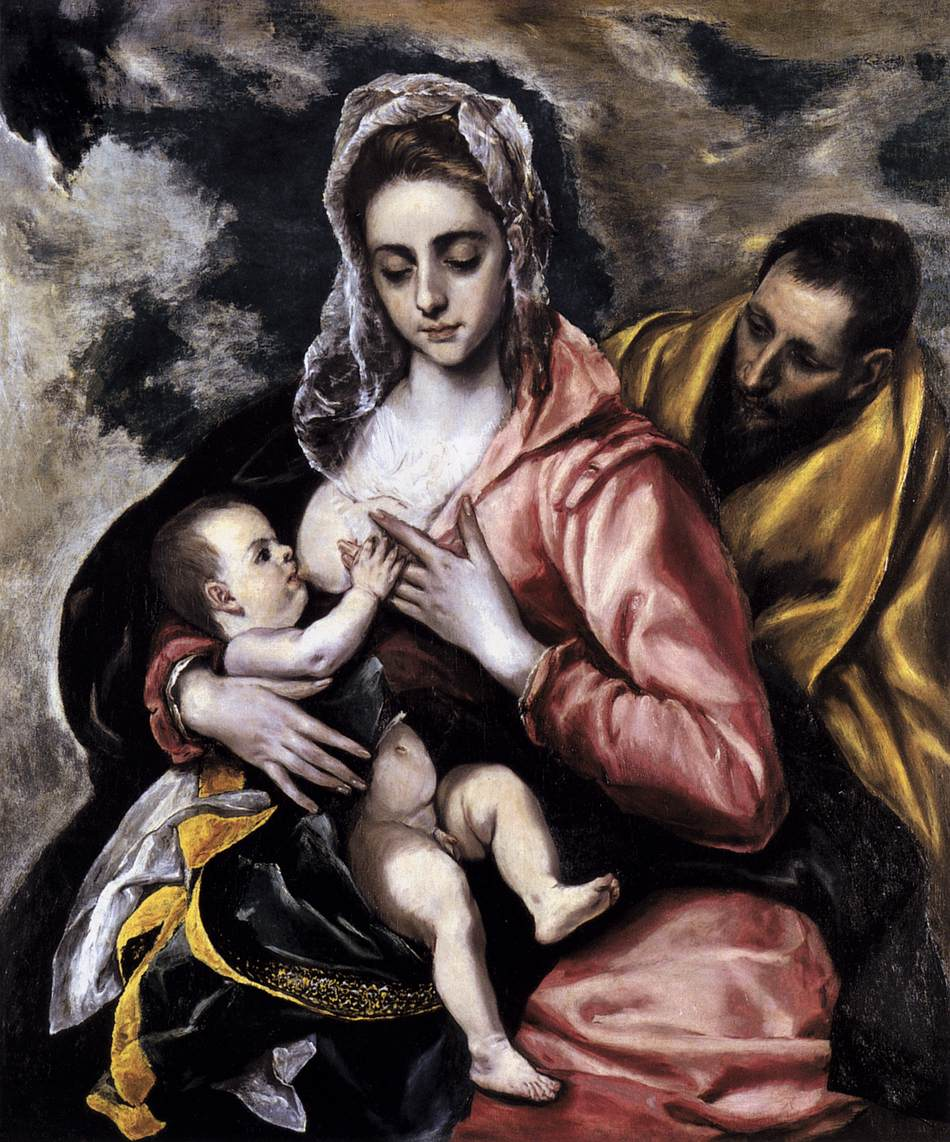
『聖家族』（1585年頃）ヒスパニック・ソサイエティ（英語版） 、ニューヨーク
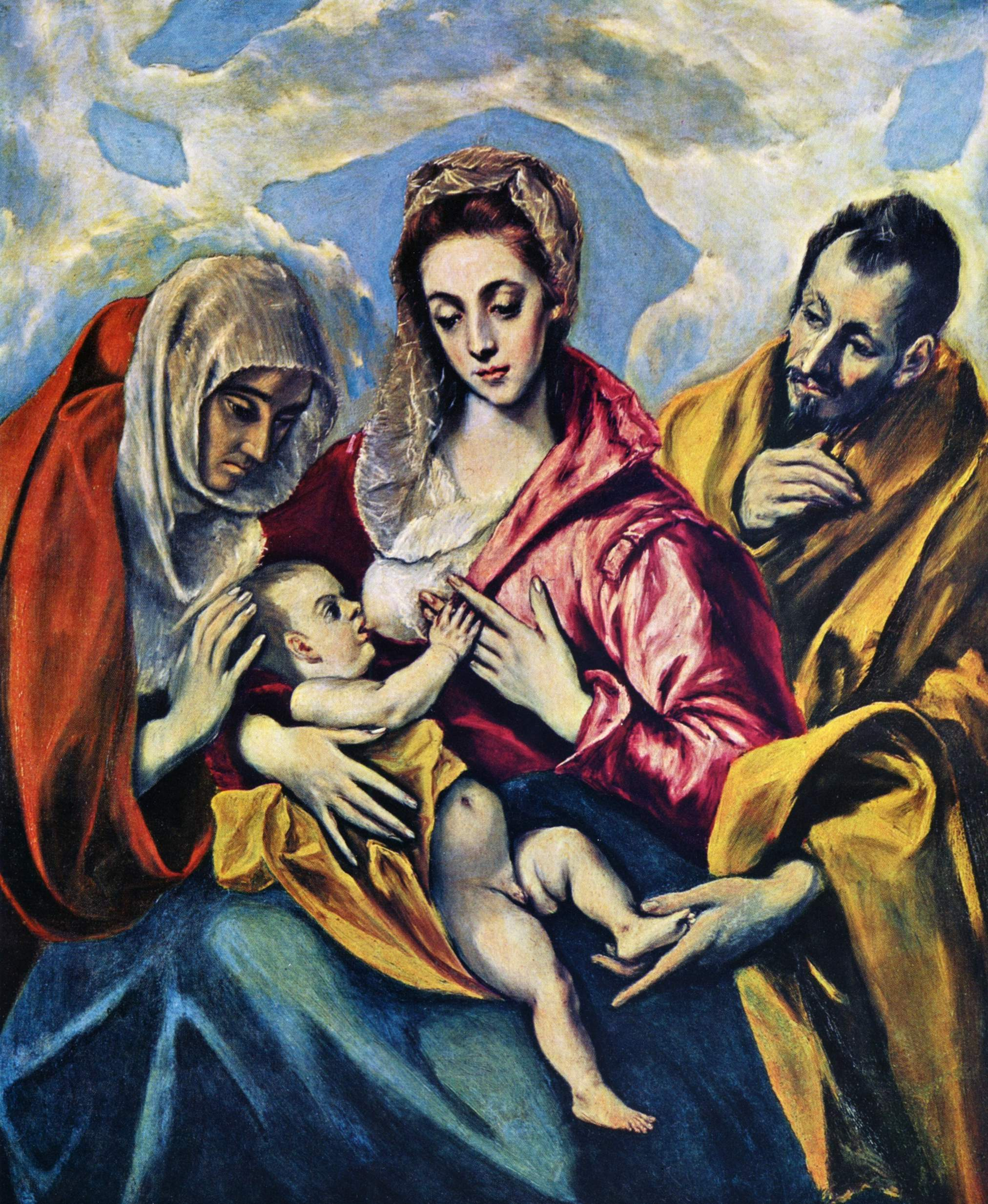
『聖家族』（1590-1596年頃）タベーラ施療院、トレド
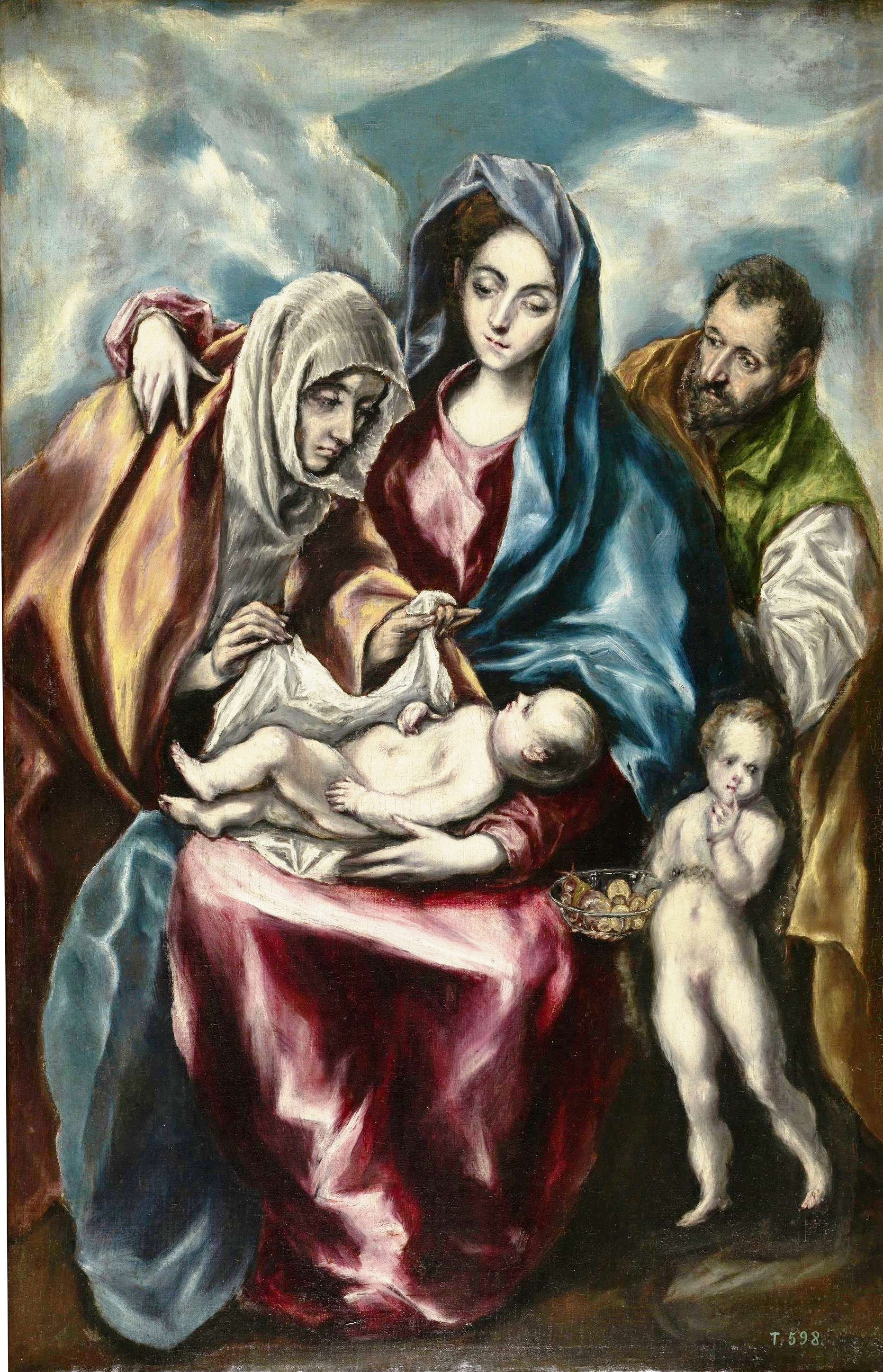
『聖家族』（1600年頃）プラド美術館、マドリード